# Incidents du golfe du Tonkin
Guerre du Viêt Nam
Batailles
Les incidents du golfe du Tonkin sont survenus les 2 et 4 août 1964. Des torpilleurs nord-vietnamiens et deux destroyers américains, l'USS Maddox (DD-731) et l'USS Turner Joy (DD-951) ont échangé des tirs de canons le 2 août, et le 4 août. Les destroyers ont ouvert le feu sur des cibles détectées au radar.
Le Nord-Viêt Nam a attaqué illégalement la marine américaine le 2 août. Cependant, l'existence de l'affrontement du 4 août a longtemps été controversée. Des éléments ultérieurs, dont un rapport rendu public en 2005 par la National Security Agency, indiquent qu'il n'y a pas eu d'attaque nord-vietnamienne à cette date. Des officiels de l'agence ayant caché auprès de l'administration Johnson l'erreur de la NSA, une résolution prévue depuis de longs mois put être présentée au Congrès, afin de donner au président des États-Unis les pleins pouvoirs militaires pour accroître l'effort de guerre contre la République démocratique du Viêt Nam et engager résolument son pays dans la guerre du Viêt Nam.

## Les incidents
Le 2 août 1964, le destroyer américain USS Maddox (DD-731), au cours d'une mission de reconnaissance dans le golfe du Tonkin commencée le 31 juillet, déclare avoir été attaqué dans les eaux internationales par trois torpilleurs nord-vietnamiens de classe P-4. Le Maddox, seulement atteint par une balle de mitrailleuse, se replie dans les eaux sud-vietnamiennes, où il est rejoint par le destroyer C. Turner Joy.
Le 4 août, les deux destroyers américains entament une patrouille en direction de la côte nord-vietnamienne. Lors de la patrouille, le C. Turner Joy reçoit des signaux sonar et radio qui sont interprétés comme une autre attaque de torpilleurs nord-vietnamiens. Pendant près de deux heures, les navires américains ont fait feu sur des cibles détectées au radar. Il est très improbable qu'il y ait eu des forces nord-vietnamiennes dans ce secteur pendant le combat. Le capitaine John J. Herrick (en) a même admis que ce n'était rien de plus qu'un opérateur sonar « excessivement zélé » qui « entendait battre sa propre hélice ». Toutefois à ce moment, une grande partie de l'équipage croyait vraiment être sous le feu ennemi. En 1995, le général Võ Nguyên Giáp, à l'époque commandant en chef des forces nord-vietnamiennes, a confirmé l'attaque du 2 août, mais a nié toute participation dans « l'incident » du 4 août.
Tout au long de 1964, la participation des États-Unis dans la guerre du Viêt Nam a augmenté. Un programme secret d'opérations sud-vietnamiennes, conçu pour imposer une « pression progressivement intensifiée » sur le Nord, est amorcé à petite échelle en février. Le rôle actif des Américains dans le peu d’opérations secrètes effectuées était essentiellement limité à la planification, l’équipement et l'entraînement des forces sud-vietnamiennes engagées. Les faits étaient donc en désaccord avec la déclaration du secrétaire à la Défense Robert McNamara, qui déclarait le 6 août 1964 : « Notre marine n’a joué aucun rôle, n’a pas été associée et n’est pas consciente des activités sud-vietnamiennes, s’il y en a. ». Quatre ans plus tard, McNamara admettait au Congrès que les navires américains avaient en fait coopéré avec les attaques sud-vietnamiennes contre le Nord.
Le 30 novembre 2005, la National Security Agency a rendu publiques des centaines de pages de documents secrets sur l’incident du golfe du Tonkin de 1964.
Bien que l’information obtenue bien après le soir du 4 août indique qu’il n’y a pas eu concrètement d’attaque nord-vietnamienne, les autorités américaines et tout l’équipage ont affirmé à l’époque qu’une attaque avait eu lieu. Par conséquent, des chasseurs des porte-avions Ticonderoga et Constellation ont été envoyés pour frapper des bases de torpilleurs et des installations de carburant.
En 1995, le général à la retraite Nguyên Giáp, dans un entretien avec l’ex-secrétaire à la défense Robert Mcnamara, nie catégoriquement que les canonnières aient attaqué les destroyers américains le 4 août 1964. Une conversation enregistrée d’une réunion quelques semaines après la résolution du golfe du Tonkin, publiée en 2001, révèle que Robert McNamara a exprimé au président Johnson des doutes sur la vraisemblance irréfutable des attaques.
Il est d'ailleurs établi aujourd'hui que les incidents du golfe du Tonkin ont été instrumentalisés pour permettre une escalade de l'intervention des États-Unis dans le conflit indochinois. Les Papiers du Pentagone ont révélé que le texte de la résolution a été rédigé par l'administration Johnson plusieurs mois avant que les dits « incidents » aient lieu.

## Travaux de Robert J. Hanyok
Le document le plus important sur la réalité des attaques nord-vietnamiennes est un article de 2001 dans lequel un historien de la National Security Agency, Robert J. Hanyok, soutient que des officiers de renseignement de l’agence ont délibérément faussé les rapports communiqués aux politiques et au public, pour faire croire que les navires nord-vietnamiens ont attaqué les destroyers américains le 4 août 1964. Hanyok affirme que 90 % des interceptions de communications nord-vietnamiennes concernant l’attaque supposée du 4 août 1964 ont été omises dans les documents des agences majeures.
Robert J. Hanyok conclut que la NSA a délibérément falsifié les rapports de renseignement concernant l’incident du 4 août. Il conclut que la motivation n’était pas politique, mais qu'il s'agissait de couvrir des erreurs du renseignement commises sans mauvaise foi : la NSA a en effet interprété de travers les communications nord-vietnamiennes, concluant à une attaque, puis se rendant compte de son erreur, elle l'a camouflée auprès des responsables politiques.
Les conclusions de Hanyok étaient initialement publiées à l’intérieur de la NSA dans l’édition hiver 2000 / printemps 2001 du Cryptologic Quarterly. Le New York Times a révélé l'affaire au public en octobre 2005 dans un article de Scott Shane (en). Cet article rapporte aussi, en se basant sur des déclarations de responsables de la NSA ayant requis l’anonymat, que les historiens du gouvernement voulaient que le rapport soit rendu public plus tôt, mais que ceci a été refusé par crainte que des comparaisons puissent être faites avec les renseignements utilisés pour justifier la guerre en Irak en 2003.
En réexaminant les archives de la NSA, Hanyok conclut que la NSA a initialement mal interprété les interceptions nord-vietnamiennes, de façon qu’elles apparaissent hostiles le 4 août. Des officiels de la NSA ont presque immédiatement découvert l’erreur, conclut-il, mais l’ont dissimulée en altérant les documents, de manière à faire apparaître que la deuxième attaque s’est produite. Robert McNamara, qui était secrétaire à la défense au moment de l’incident, déclare en octobre 2005 qu’il croit que les rapports du renseignement concernant l’incident du golfe du Tonkin ont été décisifs dans l’expansion de la guerre.